# Julius Leopold Eduard Avé-Lallemant
Julius Léopold Edouard Avé-Lallemant ( 4 de julio de 1803 - 17 de mayo de  1867) fue un botánico alemán, aborigen de Lübeck.
Entre 1838 a 1855 desarrolla su obra científica en San Petersburgo. También fue entomólogo.

## Algunas publicaciones
- 1829. De plantis quibusdam Italiae borealis et Germaniae australis rarioribus

## Honores

### Epónimos
Los botánicos Friedrich Ernst Ludwig von Fischer (1782-1854) y Carl Anton von Meyer (1795-1855) nombran el género Lallemantia Fisch. & C.A.Mey. 1840 de la familia Lamiaceae en su honor.
Especies
- (Apiaceae) Heracleum lallemantii hort.[2]

- (Arecaceae) Butia lallemantii Deble & Marchiori[3]
- La abreviatura «Avé-Lall.» se emplea para indicar a Julius Leopold Eduard Avé-Lallemant como autoridad en la descripción y clasificación científica de los vegetales.[4]